# Schroniska turystyczne w Polsce

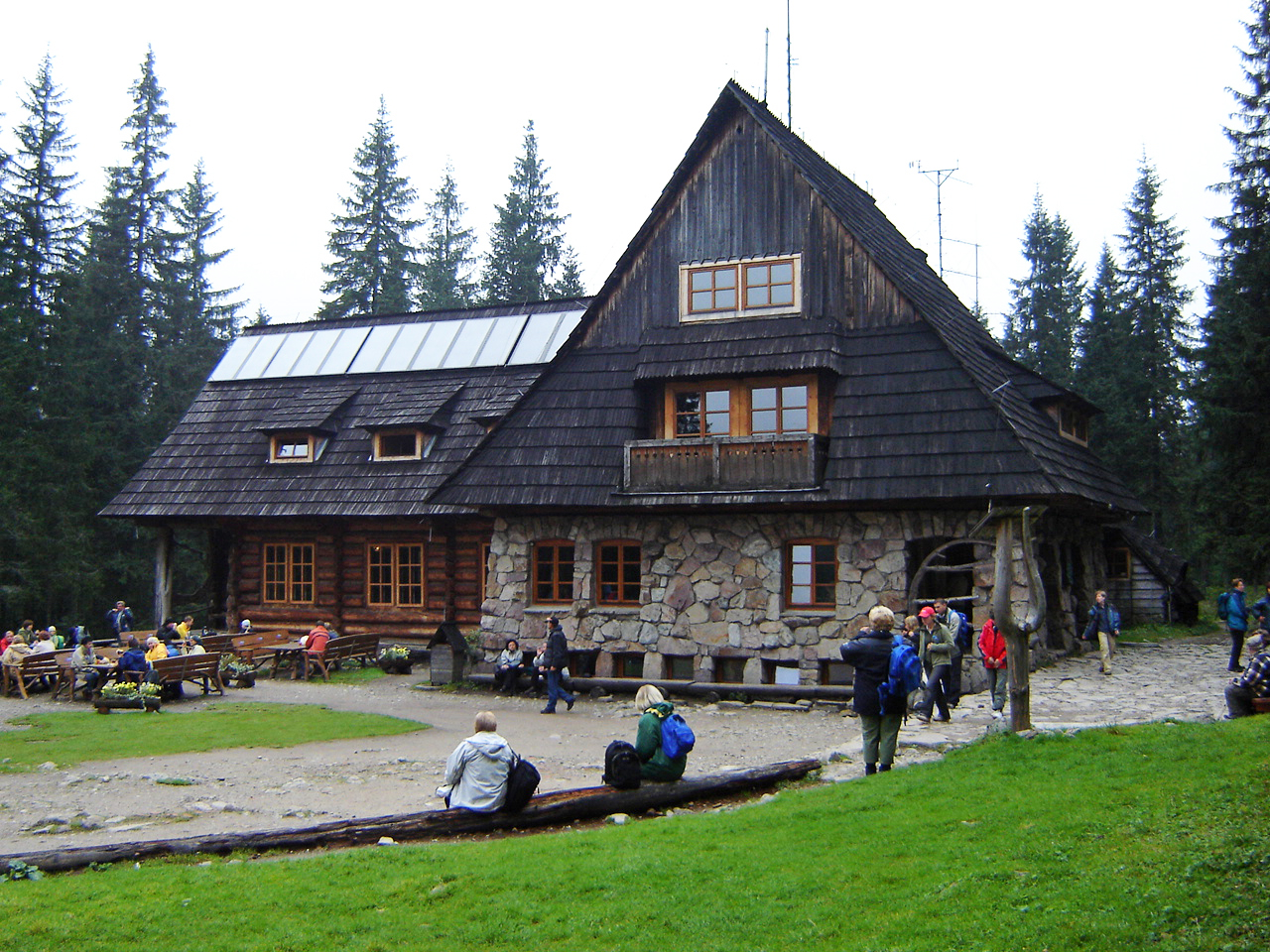
Schronisko PTTK na hali Ornak – 1108 m n.p.m. (Dolina Kościeliska)

Schroniska turystyczne w Polsce – schroniska turystyczne prowadzone na terenie Polski na podstawie Ustawy z dnia 29 sierpnia 1997 r. o usługach hotelarskich oraz usługach pilotów wycieczek i przewodników turystycznych.
Zaszeregowania obiektu hotelarskiego w Polsce jako schroniska dokonuje oraz ich ewidencję prowadzi marszałek województwa właściwy ze względu na miejsce położenia obiektu. Schroniska nie są kategoryzowane – ich standard nie jest oznaczany gwiazdkami.
Nazwa „schronisko” podlega ochronie prawnej i może być stosowana wyłącznie w odniesieniu do obiektów w rozumieniu ustawy z dnia 29 sierpnia 1997 r. o usługach hotelarskich oraz usługach pilotów wycieczek i przewodników turystycznych. Mimo to wiele obiektów w górach, które wyglądają jak bufety, bary i restauracje, ale nie mają żadnych funkcji noclegowych, są wyjątkowo powszechnie nazywane schroniskami. Przemawiają za tym dawne klasyfikacje i różne zwyczaje, zaliczające do schronisk nawet najbardziej prymitywne zadaszenia nad miejscami do rozpalania ognia, po których usunięciu zbudowano te jadłodajnie.
Schronisko turystyczne to także rodzaj miejscowości w Polsce.

## Wyposażenie i zakres świadczonych usług
Szczegółowe wymagania co do wyposażenia oraz zakresu świadczonych usług przez schroniska w Polsce określa załącznik nr 6 do rozporządzenia Ministra Gospodarki i Pracy z dnia 19 sierpnia 2004 r. w sprawie obiektów hotelarskich i innych obiektów, w których są świadczone usługi hotelarskie.
Schroniska muszą być zlokalizowane w budynkach, zapewniających utrzymanie w pomieszczeniach noclegowych i świetlicy temperatury 18 °C, z bieżącą zimną i ciepłą wodą, przy czym ciepła woda musi być dostępna minimum dwie godziny rano i dwie godziny wieczorem, o ustalonej porze. Recepcja obiektu musi być wyposażona w telefon dostępny dla gości oraz świadczyć usługę przechowywania pieniędzy, przedmiotów wartościowych, bagażu i sprzętu turystycznego, a także informacji turystycznej (wyeksponowana musi być m.in. tablica zawierająca zwięzły opis szlaków prowadzących do sąsiednich schronisk oraz miejscowości, zasadniczo w formie mapy lub schematu, informacja o rozkładzie jazdy komunikacji publicznej z najbliższej miejscowości, informacja o grożących niebezpieczeństwach i zasadach wzywania pomocy). Wśród innych usług wymienia się sprzedaż podstawowych drobnych artykułów higienicznych i kosmetycznych, słodyczy, pamiątek, możliwość suszenia odzieży we wskazanym miejscu oraz wyodrębnienie stanowiska umożliwiającego dokonanie drobnych napraw sprzętu turystycznego, czyszczenie odzieży i sprzętu.
W części mieszkalnej minimalna powierzchnia pokoju (bez wyodrębnionej łazienki, WC i przedpokoju) wynosi:
- 1-osobowego – 5 m²,
- 2-osobowego – 7 m²,
- 3-osobowego – 9 m²,
- 4-osobowego – 12 m²,
- większego niż 4-osobowy (powierzchnia 4-osobowego plus 2,5 m² dodatkowo na każdą następną osobę).

Dopuszcza się łóżka piętrowe przy wysokości pokoju min. 2,5 m. Powierzchnia pokoju może być wówczas mniejsza o 20%.
Liczba miejsc noclegowych na jedno urządzenie higieniczno-sanitarne ogólne wynosi (z wyjątkiem miejsc w pokojach mających te urządzenia; w obiektach nowych wskaźniki urządzeń higieniczno-sanitarnych powinny być zgodne z warunkami technicznymi dla obiektów zamieszkania zbiorowego):
- umywalka z lustrem i półką – 20,
- WC – 20,
- natrysk – 35,
- wieszaki na ręczniki i bieliznę osobistą.

W pokojach powinny znajdować się następujące meble: łóżko (dopuszcza się stelaż wyposażony w materac ze zdejmowanym pokrowcem nadającym się do prania), stół, krzesło lub taboret – 1 na osobę (dopuszcza się ławy), stolik lub półka (przy każdym łóżku), szafa ubraniowa lub wnęka (w pokojach większych niż 2-osobowe po 1 segmencie na ubrania i bieliznę o powierzchni co najmniej 0,25 m² na osobę), kosz na śmieci niepalny oraz wieszaki na okrycia wierzchnie.
Schroniska muszą mieć jadłodajnię oferująca posiłki typu barowego oraz stanowisko do przyrządzania i spożywania posiłków oraz do zmywania naczyń.

## Inne obiekty o zbliżonych funkcjach do schroniska turystycznego
Biorąc pod uwagę pełnione funkcje, dostępność komunikacyjną, przeznaczenie i lokalizację, można wyróżnić:
- schrony turystyczne – zapewniające możliwość noclegu w prymitywnych warunkach i miejsce do przygotowania posiłku we własnym zakresie; spotykane na terenach odludnych (przykładowo: tereny subpolarne, górskie), umożliwiające schronienie w razie potrzeby lub biwak osobom uprawiającym zaawansowaną turystykę czy wspinaczkę górską itp.,
- „bacówki” – schronienie często na rozległych polanach w terenie górskim, w opustoszałych, niszczejących bądź umyślnie dewastowanych obiektach pasterskich,
- „chatki studenckie” – obiekty przeznaczone przede wszystkim dla studentów, czynne z reguły podczas wakacji i weekendów,
- bacówki PTTK – rodzaj niewielkiego schroniska, zwanego schroniskiem turystyki kwalifikowanej,
- schroniska młodzieżowe – czynne zazwyczaj sezonowo (lipiec–sierpień), zlokalizowane najczęściej w obiektach szkolnych, prowadzone lub afiliowane przy Polskim Towarzystwie Schronisk Młodzieżowych,
- schroniska-hotele – obiekty dysponujące dużą liczbą miejsc noclegowych, zazwyczaj łatwiej dostępne komunikacyjne (drogi kołowe, koleje linowe), o charakterze i standardzie zbliżonym do hotelowego, często miejsce turystyki pobytowej.

Niektóre obiekty PTTK mające charakter schroniska turystycznego prowadzą działalność pod inna nazwą np. dom turysty. W takim przypadku nie obowiązuje w nich Regulamin schroniska PTTK.

## Schroniska górskie i inne obiekty turystyczne
W podziale na grupy górskie, ze wschodu na zachód według podziału Jerzego Kondrackiego; z uwzględnieniem obiektów, które w swej historii używały nazwy schronisko, a którym w oparciu o obowiązujące przepisy nazwa ta nie przysługuje:

### Karpaty
| Schronisko turystyczne | Pasmo górskie                       | Zdjęcie | Właściciel                                      |
| Schron Turystyczny BdPN „Chatka Puchatka” na Połoninie Wetlińskiej (nie świadczy usług noclegowych ani gastronomicznych, nie ma statusu schroniska) | Bieszczady Zachodnie                |         | Bieszczadzki Park Narodowy                      |
| Schronisko PTTK „Kremenaros” Ustrzyki Górne (obecnie nie ma statusu schroniska)                                                                     | Bieszczady Zachodnie                |         | PTTK                                            |
| Bacówka PTTK „Pod Honem” (obecnie nie ma statusu schroniska)                                                                                        | Bieszczady Zachodnie                |         | PTTK                                            |
| Bacówka PTTK „Jaworzec” (obecnie nie ma statusu schroniska)                                                                                         | Bieszczady Zachodnie                |         | PTTK                                            |
| Bacówka PTTK Pod Małą Rawką (nie ma statusu schroniska)                                                                                             | Bieszczady Zachodnie                |         | PTTK                                            |
| Leśna Willa (Schronisko) PTTK w Komańczy (obecnie nie ma statusu schroniska)                                                                        | Bieszczady Zachodnie / Beskid Niski |         | PTTK                                            |
| Koliba Studencka (obecnie nie ma statusu schroniska)                                                                                                | Bieszczady Zachodnie                |         | Politechnika Warszawska                         |
| Schronisko w Łupkowie (nie ma statusu schroniska)                                                                                                   | Bieszczady Zachodnie                |         | Stowarzyszenie Miłośników Schroniska w Łupkowie |
| Schronisko „Pod Wysoką Połoniną” w Wetlinie (obecnie nie ma statusu schroniska)                                                                     | Bieszczady Zachodnie                |         | własność prywatna                               |
| Schronisko „Nad Smolnikiem” (obecnie nie ma statusu schroniska)                                                                                     | Bieszczady Zachodnie                |         | własność prywatna                               |
| Schronisko Turystyczne „Okrąglik” w Cisnej (obecnie nie ma statusu schroniska)                                                                      | Bieszczady Zachodnie                |         | własność prywatna                               |
| Schronisko PTTK na Magurze Małastowskiej (nieczynne od 2021 roku)                                                                                   | Beskid Niski                        |         | PTTK                                            |
| Bacówka PTTK w Bartnem | Beskid Niski                        |         | PTTK                                            |
| Schronisko „Hajstra” w Hucie Polańskiej (nie ma statusu schroniska)                                                                                 | Beskid Niski                        |         | własność prywatna                               |
| Bacówka PTTK nad Wierchomlą | Beskid Sądecki                      |         | PTTK                                            |
| Bacówka pod Bereśnikiem (nie ma statusu schroniska)                                                                                                 | Beskid Sądecki                      |         | PTTK                                            |
| Schronisko PTTK na Hali Łabowskiej | Beskid Sądecki                      |         | PTTK                                            |
| Schronisko PTTK na Jaworzynie Krynickiej | Beskid Sądecki                      |         | PTTK                                            |
| Schronisko PTTK na Przehybie | Beskid Sądecki                      |         | PTTK                                            |
| Schronisko Chata na Bucniku | Beskid Sądecki                      |         | własność prywatna                               |
| Schronisko Cyrla (nie ma statusu schroniska) | Beskid Sądecki                      |         | własność prywatna                               |
| Chata na Magórach (nie ma statusu schroniska) | Beskid Sądecki                      |         | własność prywatna                               |
| Chatka Wątorówka (nie ma statusu schroniska) | Beskid Sądecki                      |         | własność prywatna                               |
| Schronisko PTTK „Trzy Korony” w Sromowcach Niżnych (obecnie nie ma statusu schroniska)                                                              | Pieniny                             |         | PTTK                                            |
| Schronisko PTTK „Orlica” w Szczawnicy | Pieniny                             |         | PTTK                                            |
| Schronisko pod Durbaszką (nie ma statusu schroniska)                                                                                                | Pieniny                             |         | Miasto Kraków                                   |
| Schronisko PTTK na Turbaczu | Gorce                               |         | PTTK                                            |
| Schronisko PTTK na Starych Wierchach (obecnie nie ma statusu schroniska)                                                                            | Gorce                               |         | PTTK                                            |
| Bacówka PTTK na Maciejowej (nie ma statusu schroniska)                                                                                              | Gorce                               |         | PTTK                                            |
| Schronisko „Na Skałce” w Ochotnicy-Jamnem (nie ma statusu schroniska)                                                                               | Gorce                               |         | Własność prywatna                               |
| Schronisko PTTK na Luboniu Wielkim | Beskid Wyspowy                      |         | PTTK                                            |
| Schronisko PTTK na Kudłaczach (obecnie nie ma statusu schroniska)                                                                                   | Beskid Wyspowy                      |         | PTTK                                            |
| Schronisko na Śnieżnicy (obecnie nie ma statusu schroniska)                                                                                         | Beskid Wyspowy                      |         | Katolickie Stowarzyszenie Młodzieży             |
| Bacówka „Na Zadzielu” w Rozdzielu (nie ma statusu schroniska)                                                                                       | Beskid Wyspowy                      |         | Gmina Żegocina                                  |
| Schronisko Górskie ZHP „Głodówka” w Bukowinie Tatrzańskiej (nie ma statusu schroniska)                                                              | Pogórze Spisko-Gubałowskie          |         | Związek Harcerstwa Polskiego                    |
| Schronisko PTTK nad Morskim Okiem | Tatry Wysokie                       |         | PTTK                                            |
| Schronisko PTTK w Dolinie Roztoki | Tatry Wysokie                       |         | PTTK                                            |
| Schronisko PTTK w Dolinie Pięciu Stawów Polskich (obecnie nie ma statusu schroniska)                                                                | Tatry Wysokie                       |         | PTTK                                            |
| Schronisko PTTK „Murowaniec” na Hali Gąsienicowej (obecnie nie ma statusu schroniska)                                                               | Tatry Wysokie                       |         | PTTK                                            |
| Hotel górski PTTK Kalatówki (obecnie nie ma statusu schroniska)                                                                                     | Tatry Zachodnie                     |         | PTTK                                            |
| Schronisko PTTK na Hali Kondratowej | Tatry Zachodnie                     |         | PTTK                                            |
| Schronisko PTTK na Hali Ornak (obecnie nie ma statusu schroniska)                                                                                   | Tatry Zachodnie                     |         | PTTK                                            |
| Schronisko PTTK na Polanie Chochołowskiej | Tatry Zachodnie                     |         | PTTK                                            |
| Schronisko PTTK na Hali Krupowej | Beskid Żywiecki                     |         | PTTK                                            |
| Schronisko PTTK na Markowych Szczawinach (obecnie nie ma statusu schroniska)                                                                        | Beskid Żywiecki                     |         | PTTK                                            |
| Schronisko PTTK „Chata Baców” w Korbielowie (obecnie nie ma statusu schroniska)                                                                     | Beskid Żywiecki                     |         | PTTK                                            |
| Schronisko PTTK na Hali Miziowej | Beskid Żywiecki                     |         | PTTK                                            |
| Schronisko PTTK na Hali Rysianka (obecnie nie ma statusu schroniska)                                                                                | Beskid Żywiecki                     |         | PTTK                                            |
| Schronisko PTTK na Hali Lipowskiej | Beskid Żywiecki                     |         | PTTK                                            |
| Schronisko PTTK na Hali Boraczej (obecnie nie ma statusu schroniska)                                                                                | Beskid Żywiecki                     |         | PTTK                                            |
| Bacówka PTTK na Krawcowym Wierchu (obecnie nie ma statusu schroniska)                                                                               | Beskid Żywiecki                     |         | PTTK                                            |
| Bacówka PTTK na Rycerzowej (obecnie nie ma statusu schroniska)                                                                                      | Beskid Żywiecki                     |         | PTTK                                            |
| Schronisko PTTK na Przełęczy Przegibek (obecnie nie ma statusu schroniska)                                                                          | Beskid Żywiecki                     |         | PTTK                                            |
| Schronisko PTTK na Wielkiej Raczy | Beskid Żywiecki                     |         | PTTK                                            |
| Górska stacja turystyczna „Słowianka” (nie ma statusu schroniska)                                                                                   | Beskid Żywiecki                     |         | własność prywatna                               |
| Schronisko PTTK Leskowiec | Beskid Mały                         |         | PTTK                                            |
| Schronisko PTTK na Magurce Wilkowickiej | Beskid Mały                         |         | PTTK                                            |
| Schronisko na Chrobaczej Łące (obecnie nie ma statusu schroniska)                                                                                   | Beskid Mały                         |         | Fundacja S.O.S. Obrony Poczętego Życia Warszawa |
| Chatka na Rogaczu pod Magurką Wilkowicka (nie ma statusu schroniska)                                                                                | Beskid Mały                         |         | własność prywatna                               |
| Chatka na Potrójnej (nie ma statusu schroniska) | Beskid Mały                         |         | własność prywatna                               |
| Schronisko PTTK na Skrzycznem (obecnie nie ma statusu schroniska)                                                                                   | Beskid Śląski                       |         | PTTK                                            |
| Schronisko PTTK na Przysłopie pod Baranią Górą (obecnie nie ma statusu schroniska)                                                                  | Beskid Śląski                       |         | PTTK                                            |
| Schronisko PTTK na Klimczoku | Beskid Śląski                       |         | PTTK                                            |
| Schronisko PTTK na Szyndzielni | Beskid Śląski                       |         | PTTK                                            |
| Schronisko PTTK na Błatniej (obecnie nie ma statusu schroniska)                                                                                     | Beskid Śląski                       |         | PTTK                                            |
| Schronisko PTTK na Równicy | Beskid Śląski                       |         | PTTK                                            |
| Schronisko PTTK na Stożku | Beskid Śląski                       |         | PTTK                                            |
| Schronisko na Dębowcu (obecnie nie ma statusu schroniska)                                                                                           | Beskid Śląski                       |         | PTTK                                            |
| Schronisko na Koziej Górze (nie ma statusu schroniska)                                                                                              | Beskid Śląski                       |         | Miasto Bielsko-Biała                            |
| Schronisko THF „Chata Wuja Toma” na przełęczy Karkoszczonka (nie ma statusu schroniska)                                                             | Beskid Śląski                       |         | Polskie Schroniska Turystyczne THF              |
| Schronisko na Stecówce (nie ma statusu schroniska)                                                                                                  | Beskid Śląski                       |         | własność prywatna                               |
| Schronisko na Soszowie Wielkim | Beskid Śląski                       |         | własność prywatna                               |
| Telesforówka na Trzech Kopcach Wiślańskich (nie ma statusu schroniska)                                                                              | Beskid Śląski                       |         | własność prywatna                               |
| Bacówka na Jamnej (nie ma statusu schroniska) | Pogórze Ciężkowickie                |         | Gmina Zakliczyn                                 |
| Bacówka na Brzance (nie ma statusu schroniska) | Pogórze Ciężkowickie                |         | własność prywatna                               |

### Sudety
| Schronisko turystyczne                                                                                    | Pasmo górskie     | Zdjęcie | Właściciel           |
| Schronisko PTTK „Pod Kopą Biskupią” (obecnie nie ma statusu schroniska)                                   | Góry Opawskie     |         | PTTK                 |
| Schronisko „Na Iglicznej”                                                                                 | Masyw Śnieżnika   |         | Własność prywatna    |
| Schronisko PTTK „Na Śnieżniku”                                                                            | Masyw Śnieżnika   |         | PTTK                 |
| Schronisko PTTK „Jagodna” na Przełęczy Spalonej                                                           | Góry Bystrzyckie  |         | PTTK                 |
| Schronisko PTTK „Pod Muflonem”                                                                            | Góry Bystrzyckie  |         | PTTK                 |
| Schronisko PTTK „Orlica” w Zieleńcu (obecnie nie ma statusu schroniska)                                   | Góry Orlickie     |         | PTTK                 |
| Schronisko PTTK „Na Szczelińcu” (obecnie nie ma statusu schroniska)                                       | Góry Stołowe      |         | PTTK                 |
| Schronisko PTTK „Pasterka”                                                                                | Góry Stołowe      |         | PTTK                 |
| Schronisko PTTK „Zygmuntówka” na Przełęczy Jugowskiej (obecnie nie ma statusu schroniska)                 | Góry Sowie        |         | PTTK                 |
| Schronisko „Orzeł”                                                                                        | Góry Sowie        |         | Własność prywatna    |
| Schronisko PTTK „Harcówka” (obecnie nie ma statusu schroniska)                                            | Góry Wałbrzyskie  |         | PTTK                 |
| Schronisko PTTK „Andrzejówka” na Przełęczy Trzech Dolin (obecnie nie ma statusu schroniska)               | Góry Kamienne     |         | PTTK                 |
| Schronisko PTTK „Szwajcarka” (obecnie nie ma statusu schroniska)                                          | Rudawy Janowickie |         | PTTK                 |
| Schronisko PTTK „Srebrny Potok” w Dolinie Srebrnika (obecnie nie ma statusu schroniska)                   | Karkonosze        |         | PTTK                 |
| Schronisko PTTK na Przełęczy Okraj (obecnie nie ma statusu schroniska)                                    | Karkonosze        |         | PTTK                 |
| Schronisko PTTK „Nad Łomniczką” (obecnie nie ma statusu schroniska)                                       | Karkonosze        |         | PTTK                 |
| Schronisko Górskie „Dom Śląski” pod Śnieżką (obecnie nie ma statusu schroniska)                           | Karkonosze        |         | Powiat jeleniogórski |
| Schronisko PTTK „Strzecha Akademicka” (obecnie nie ma statusu schroniska)                                 | Karkonosze        |         | PTTK                 |
| Schronisko PTTK „Samotnia”                                                                                | Karkonosze        |         | PTTK                 |
| Schronisko PTTK „Odrodzenie” na Przełęczy Karkonoskiej (obecnie nie ma statusu schroniska)                | Karkonosze        |         | PTTK                 |
| Schronisko PTTK „Pod Łabskim Szczytem”                                                                    | Karkonosze        |         | PTTK                 |
| Schronisko na Szrenicy                                                                                    | Karkonosze        |         | Własność prywatna    |
| Schronisko PTTK na Hali Szrenickiej (obecnie nie ma statusu schroniska)                                   | Karkonosze        |         | PTTK                 |
| Schronisko „Kamieńczyk”                                                                                   | Karkonosze        |         | Własność prywatna    |
| Schronisko PTTK „Kochanówka” w Piechowicach                                                               | Karkonosze        |         | PTTK                 |
| Schronisko PTTK „Na Zamku Chojnik”                                                                        | Karkonosze        |         | PTTK                 |
| Schronisko Turystyczne „Orle” w Szklarskiej Porębie (obecnie nie ma statusu schroniska)                   | Góry Izerskie     |         | Własność prywatna    |
| Schronisko Wysoki Kamień (nie świadczy usług noclegowych, obecnie nie ma statusu schroniska)              | Góry Izerskie     |         | Własność prywatna    |
| Schronisko Turystyczne „Chatka Górzystów” na Hali Izerskiej (nie ma statusu schroniska)                   | Góry Izerskie     |         | Własność prywatna    |
| Schronisko PTTK na Stogu Izerskim                                                                         | Góry Izerskie     |         | PTTK                 |
| Dom Turysty PTTK na Ślęży(obiekt od kilku lat nie świadczy usług noclegowych) (nie ma statusu schroniska) | Masyw Ślęży       |         | PTTK                 |
| Dom Turysty PTTK „Pod Wieżycą” (nie ma statusu schroniska)                                                | Masyw Ślęży       |         | PTTK                 |

## Schroniska poza obszarami górskimi
Według stanu na 1 sierpnia 2014 tylko jeden obiekt poza obszarami górskimi może używać nazwy „schronisko”.
| Schronisko turystyczne                                       | Położenie | Zdjęcie | Właściciel     |
| Schronisko „Pod Lipami” Lokalna Baza Turystyczna w Jemielnie | Jemielno  |         | Gmina Jemielno |

## Schronisko turystyczne jako rodzaj miejscowości
Schronisko turystyczne może stanowić rodzaj miejscowości. 
Według klasyfikacji SIMC schronisko turystyczne jest jednym z 12 określeń rodzajowych (obok częściej używanych: wsi, osady czy przysiółka). W systemie tym każdej miejscowości przypisany został rodzaj, jako tradycyjne określenie charakteru miejscowości ukształtowanej w procesie rozwoju osadnictwa a nazewnictwo reguluje ustawa z dnia 29 sierpnia 2003 r. o urzędowych nazwach miejscowości i obiektów fizjograficznych, Dz. U. z 2019 r. poz. 1443). Według stanu na dzień 1 stycznia 2025 r. istnieją 22 schroniska turystyczne jako miejscowości podstawowe:
Województwo dolnośląskie:
- Odrodzenie (powiat karkonoski, gmina Podgórzyn)
- Szwajcarka (powiat karkonoski, gmina Mysłakowice)

Województwo lubuskie:
- Grabówek (powiat żarski, gmina Tuplice)

Województwo małopolskie:
- Dolina Chochołowska (powiat tatrzański, gmina Kościelisko)
- Dolina Pięciu Stawów (powiat tatrzański, gmina Bukowina Tatrzańska)
- Hala Pisana (powiat tatrzański, gmina Kościelisko)
- Krupowa Hala (powiat suski, gmina Bystra-Sidzina)
- Łabowiec (powiat nowosądecki, gmina Łabowa)
- Markowe Szczawiny (powiat suski, gmina Zawoja)
- Morskie Oko (powiat tatrzański, gmina Bukowina Tatrzańska)
- Ornak (powiat tatrzański, gmina Kościelisko)
- Polana-Głodówka (powiat tatrzański, gmina Bukowina Tatrzańska)
- Roztoka (powiat tatrzański, gmina Bukowina Tatrzańska)
- Turbacz (powiat nowotarski, gmina Nowy Targ)
- Włosienica (powiat tatrzański, gmina Bukowina Tatrzańska)

Województwo podlaskie:
- Słupie (powiat suwalski, gmina Suwałki)

Województwo śląskie:
- Chrobacza Łąka (powiat żywiecki, gmina Czernichów)
- Kamieńska Płyta (powiat bielski, gmina Wilkowice)
- Klimczok (powiat bielski, gmina Wilkowice)
- Magurka (powiat bielski, gmina Wilkowice)
- Pilsko (powiat żywiecki, gmina Jeleśnia)
- Szyndzielnia (powiat bielski, gmina Wilkowice)